# 連合国救済復興機関
連合国救済復興機関（れんごうこくきゅうさいふっこうきかん、United Nations Relief and Rehabilitation Administration）とは、第二次世界大戦中に枢軸国による侵略を受けた諸国に対する救済援助を目的として、1943年に設立された機関である。略称はUNRRA（アンラ）。
加盟国は約37億ドルを活動資金として負担し、その7割以上をアメリカ合衆国が拠出したが、援助物資の横領や贈収賄が横行して批判を浴びた。また、東欧諸国への援助が多く実施されたことに米国が反対したことから、1947年に大半の活動を終了した。以後、救済復興事業は国際難民機関 (IRO) 、食糧農業機関 (FAO) 、国際児童緊急基金 (UNICEF) などの国連機関に継承された。
国際連合の創設以前に設立された機関であり、英名に含まれる「United Nations」を「国際連合」と訳すことは、日本では一般的ではない。

## 設立
UNRRAは、連合国戦後必要物資委員会 (Interallied Postwar Requirements Committee) の改組によって設立された。連合国戦後必要物資委員会とは、イギリスをはじめ各国亡命政府によって1941年に設置された委員会であり、その名の通り欧州の戦後復興に必要とされる物資について調査した。
ソ連は同委員会を国際的組織に発展させるよう求め、米国もこれに同調した。米国はイギリス、ソ連、中華民国と共に創設条約の草案を作成し、44の連合国政府による若干の修正を経て、1943年11月9日にワシントンのホワイトハウスで調印に漕ぎ着けた。
創設条約は前文および本文10か条からなり、UNRRAの目的を次のように謳っている。
UNRRAは1943年11月10日にニュージャージー州アトランティック・シティで第1回理事会を開催し、行動原則を策定した。それによると、被援助国は供与された物資を国内で販売し、その利益はUNRRAとの合意の上で、救済及び復興のために支出されるべきことが定められた。また、貧困層にも援助物資が行き渡るよう、物資の一部は無償供与すること、富裕層が物資を買い占めないよう留意すること、政治的・人種的・宗教的な理由で差別的待遇をなしてはならないことが規定された。
参加各国の拠出額は概ね1943会計年度中の国民所得の1%（第3回理事会決議により、2%に引き上げ）であり、そのうち少なくとも10%は諸外国で使用できるように交換可能な形態のものとされ、残りの90%は参加各国が自国内で救援物資の購入に充てることとされた。

## 米国議会
ローズヴェルトはUNRRAを各国との行政協定によって設立しようとしていたが、議会の承認を経ることなく政府の独断でUNRRA設立を行うことに、議会は強く反発した。加えて、ソ連やその衛星国が加わった戦後国際機構の枠組み形成を既成事実化することに、警戒心を示した。
共和党の有力議員アーサー・ヴァンデンバーグは7月、「UNRRA設置に上院で3分の2の賛成可決が必要か否かを外交委員会で調査する」との決議案を上院に提出した。
米国議会は幾度にも及ぶ公聴会の末に、米国のUNRRA参加と13億5,000万ドル（1943会計年度中の米国の国民所得の約1%）の拠出を承認した。最初の予算法は、このうち4億5,000万ドルを承認し、2,170万ドルが米国産羊毛の購入に、4,320万ドルが綿花の購入に充てられるとした。これら商品は、農業不況の中にあってだぶついていたものであり、余剰物資処理の格好の手段としてUNRRA援助が用いられた面は否定できない。
しかし議会は財政支出の増大を大いに警戒しており、UNRRAが救済型復興という目的を超えて拡大することには反対した。

## 機構
UNRRAの機構は、理事会、中央委員会、事務局などからなる。最高機関たる理事会 (Council) は全参加国の代表各1名から、また中央委員会 (Central Committee) は英米ソ華の代表からなっていた（のちにオーストラリア、ブラジル、カナダ、フランス、ユーゴスラヴィアの代表が加わった）。開催回数の少ない理事会の権威は次第に形骸化し、大国からなる中央委員会の影響力は相対的に上昇した。
このほか、主たる物資供給国などからなる供給委員会 (Committee on Supplies) 、欧州地域委員会、極東地域委員会、各種の専門委員会が置かれた。

### 事務局長
事務局の職員は一時2万7,800人を数えたが、これは国際機関の職員数としてはかつてない規模であった。彼らを統べるのが事務局長 (director-general) である。同職は中央委員会の全会一致の指名に基づき理事会が任命し、米国人が就くのが不文律とされてきた。
UNRRAの歴代事務局長は以下の通りである。
- 初代：ハーバート・ヘンリー・リーマン （Herbert Henry Lehman：元ニューヨーク州知事)、1943年-1946年
- 第2代：フィオレッロ・ヘンリー・ラ・ガーディア （Fiorello Henry La Guardia：元ニューヨーク市長）[9]、1946年-1947年
- 第3代：ローウェル・ウォード・ルークス （Lowell Ward Rooks：少将）、1947年-1948年

### 参加国
UNRRAの原参加国は以下の通り。
- アイスランド
- アメリカ合衆国
- イギリス
- イラク
- イラン
- イギリス領インド帝国
- ウルグアイ
- エクアドル
- エジプト
- エチオピア帝国
- エルサルバドル
- オーストラリア
- オランダ
- カナダ
- ギリシャ王国
- キューバ
- グアテマラ
- コスタリカ
- コロンビア
- ソビエト連邦
- チェコスロバキア
- 中華民国
- チリ
- ドミニカ共和国
- ニカラグア
- ニュージーランド
- ノルウェー
- ハイチ
- パナマ
- パラグアイ
- フィリピン
- ブラジル
- フランス
- ベネズエラ
- ペルー
- ベルギー
- ポーランド
- ボリビア
- ホンジュラス
- 南アフリカ連邦
- メキシコ
- ユーゴスラビア
- リベリア
- ルクセンブルク

最終的に、UNRRAには52か国が参加した。

## 援助
- 対象

UNRRAの援助対象は主に欧州諸国、特に東欧であった。アジアでは中国、朝鮮、フィリピンが主要受益国として挙げられる。のちにUNRRA理事会は旧敵国（枢軸国）のうち、イタリアとオーストリアを援助対象に加えることを承認した。だが、ドイツと日本が対象に含まれることは決してなかった。
- 物資の内訳

人民の生命と健康を維持するために食糧、衣服、医薬品などが用意され、農業や工業の再興を図るために種子、肥料、家畜、燃料、機械類が提供された。また、これら必要物資を送付するために、大量のトラックが買い付けられた。
- 事務手続[12]

1. 事務局長は、個々の参加国政府に提出させた援助要請の内容を審査し、策定した全体計画を英米合同評議会 (Anglo-American Combined Board) に提出する。
2. 英米合同評議会は、連合国軍隊の必要物資が充足された後、利用可能な物資及び船舶をUNRRA及び各国政府に割り当てる。
3. 援助物資は受取り国政府に引き渡されるが、政府は物資の国内での分配と、自国通貨での売上高とを峻別して把握し、売上高はUNRRAと合意した目的での救済に使用する。

援助供与国のうち、米国の場合は対外経済局 (Foreign Economic Administration) が実施機関としてUNRRAとの関係を調整した。対外経済局は、UNRRAが調達を必要とする物資の最終審査を行い、武器貸与か陸軍の貯蔵かのいずれかから、場合によっては財務省、農務省を通じて物資を発注したのち、船舶輸送の手続きを行った。同局はのちに廃止され、国務省が任務を継承した。

## 難民再定住計画
救済物資の供与と並行して、「難民再定住計画 (displaced persons program) 」も実施された。同計画は難民や捕虜を本国に送還する事業であり、主にドイツで行われた。
ナチ統治下のドイツでは、戦争機構に奉仕するために全欧州から労働力が集められており、その数は約650万人に及んだ。この他、オーストリアには14万5,000人の、イタリアには12万5,000人の難民がいた。
しかし、本国への帰還を望まない難民が多く現れるという、想定外の事態が生じた。ソ連は、ソ連国民は本人の意思に関係なく本国に送還されねばならないと主張したが、他の参加国の大半はこれに反対した。ソ連の主張は理事会で否決されたが、新たな定住先が決まるまでの間、多数の難民をUNRRAが保護する必要が生じたのである。
UNRRAはドイツに難民キャンプを設置し、米英仏の占領軍が供与した物資によって難民を扶養する一方、「職業訓練を通じた復興のための機関 (Organization for Rehabilitation through Training, ORT) 」を設立して、職業訓練や就業斡旋を実施した。また、強制的にドイツに連行された1万2,000人以上の児童をドイツ人家庭や諸機関に引き取らせた。

## 批判
UNRRAに対する批判は、主に以下の諸点である。
- 職員による不正行為

救済物資を闇市場に流して不正な利益を得ている職員が多く発見された。殊に難民再定住計画に従事するUNRRA職員は緊急かつ大量に必要とされたことから、好ましからざる者が採用される余地があったのである。米国の調査によると、UNRRA物資は中国、ギリシャおよびポーランドにおいて大規模に横流しされていた。
UNRRAの公式報告は、職員による不正の事実を率直に認め、次のように述べている。
「UNRRAによって直接に取り扱われた資源に関する限りでは、外部の会計検査官及び外部の委員会の調査は、贈収賄及び資金の横領は無視できる程度のものであるということを示している。実際にあった誘惑と機会にもかかわらず、また急いで採用された数千名の職員の中に不正な者がいたという事実にもかかわらず、これは驚くには当たらない。何となれば、UNRRAは多くの予防的措置を講じたからである」
- 不要物資の供給

UNRRAが役に立たない物資を供給した例が見受けられる。例えば供給物資が不足していたために、二級品の提供を余儀なくされた場合である。また、UNRRAは時々アメリカ陸軍の余剰物資を購入することができたが、野球用のバットやチューインガムなどが抱き合わせにされていた場合があった。しかし、それらを合わせた価格でさえも非常に低廉であったため、まとめて買い上げることを決めたのである。
- 検査体制の不備

被援助国が援助物資を売却した場合、売却益はUNRRAの承認を得た場合にのみ使用されることとされていたが、この規則を各国政府に強制することは困難であり、万全な検査体制を敷くことができなかった。

## 廃止
ソ連がUNRRA物資を他の目的に流用しているのではないかとの疑念を持った米国は、貿易に関する報告文書の提出を被援助国に義務付けるよう求めたが、ソ連はこれを拒絶した。
米国の強い主張により、1946年8月末の国連第5回理事会でUNRRAの解散が決議された。UNRRAは1947年6月30日をもって欧州での活動が中止され、1948年9月30日に廃止された。残余の活動（主に中国内での活動）も、1949年3月31日に終了した。
UNRRAの機能と残余の資金は、国際連合の専門諸機関に移管された。食糧農業機関 (FAO) は110万ドルを、国際児童緊急基金 (UNICEF) は345万ドルを譲渡された。経済社会理事会 (ECOSOC) 管轄下の委員会群には、事業のみが継承された。このほか国際難民機関も難民救済事業を引き継いだ。